# Enyo
Enyo är en antik grekisk krigsgudinna, som ofta uppträder tillsammans med Ares, krigets gud, och ibland uppträder som sin tvillingbror. Enyo sades vara så glad åt krig och strid att hon inte ens valde sida när Zeus slogs med Typhon.